# Крістіан (округ, Кентуккі)
Шаблон:StateAbbr_ 36°54′ пн. ш. 87°29′ зх. д. / 36.9° пн. ш. 87.49° зх. д.
Округ  Крістіан (англ. Christian County) — округ (графство) у штаті  Кентуккі, США. Ідентифікатор округу 21047.

## Історія
Округ утворений 1796 року.

## Демографія
За даними перепису 
2000 року 
загальне населення округу становило 72265 осіб, зокрема міського населення було 52294, а сільського — 19971.
Серед мешканців округу чоловіків було 37294, а жінок — 34971. В окрузі було 24857 домогосподарств, 18350 родин, які мешкали в 27182 будинках.
Середній розмір родини становив 3,12.
Віковий розподіл населення поданий у таблиці:
| Стать    | До 15 років | 15-21 | 22-29 | 30-39 | 40-49 | 50-65 | 65-85 | Понад 85 |
| -------- | ----------- | ----- | ----- | ----- | ----- | ----- | ----- | -------- |
| Чоловіки | 9133        | 5364  | 7053  | 5346  | 3830  | 3750  | 2609  | 209      |
| Жінки    | 8761        | 3558  | 5224  | 5026  | 3934  | 4233  | 3562  | 673      |

## Суміжні округи
- Гопкінс — північ
- Муленберґ — північний схід
- Тодд — схід
- Монтгомері, Теннессі — південний схід
- Стюарт, Теннессі — південний захід
- Тріґґ — захід
- Колдвелл — північний захід

## Виноски
1. ↑  U.S. Decennial Census. United States Census Bureau. Архів оригіналу за 26 квітня 2015. Процитовано 13 серпня 2014.
2. ↑  Historical Census Browser. University of Virginia Library. Архів оригіналу за 11 серпня 2012. Процитовано 13 серпня 2014.
3. ↑  Population of Counties by Decennial Census: 1900 to 1990. United States Census Bureau. Архів оригіналу за 13 жовтня 2014. Процитовано 13 серпня 2014.
4. ↑  Census 2000 PHC-T-4. Ranking Tables for Counties: 1990 and 2000 (PDF). United States Census Bureau. Архів оригіналу (PDF) за 18 грудня 2014. Процитовано 13 серпня 2014.
5. ↑  State & County QuickFacts. United States Census Bureau. Архів оригіналу за 8 липня 2011. Процитовано 6 березня 2014.(англ.) Наведено за англійською вікіпедією.
6. ↑  American FactFinder. Бюро перепису населення США. Архів оригіналу за 29 липня 2011. Процитовано 31 січня 2008.

| США | Це незавершена стаття з географії США. Ви можете допомогти проєкту, виправивши або дописавши її. |